# Marvel Super Heroes vs. Street Fighter
Marvel Super Heroes Vs. Street Fighter is een videospel voor het platform Sega Saturn. Het spel werd uitgebracht in 1998. 